# Cratere Teia
Teia è un cratere sulla superficie di 4 Vesta.